# 劉曰淑
劉曰淑（16世紀—17世紀），字汝止，號止亭，江西南昌府南昌縣梓溪人，明朝政治人物。

## 生平
劉曰淑是萬曆四年（1576年）丙子科順天鄉試第四十名舉人，授武昌知縣，剔奸釐弊有卓異聲譽，不久調為宛平知縣，當時朝廷以京師富戶為僉商，商人都重賄求免，官員嚴密得如捕盜一樣，他上言京民一遇僉商，不用估量都全部售罄，請求朝廷厚估先發解決民困，上表後御史王孟震卻斥責他越權，他因此自劾解任，去世後入祀武昌名宦祠。

## 引用
1. 1 2  民國《南昌縣志·卷三十二·人物志三》：劉曰淑，字汝止，梓溪人，仕泰子，由舉人官宛平知縣，萬曆中僉京師富戶為商，令下僉者如赴死，重賄營免，官司密鉤若緝奸盜，曰淑上言京民一遇僉商取之，不遺毫髮貲本悉罄，請厚估先發以甦民困，御史王孟震斥其越職，曰淑自劾解官去。
2. ↑  民國《南昌縣志·卷二十二·選舉志三》：科第下……明……萬曆四年丙子鄉試……劉曰淑 字汝止，仕泰子，詳傳
3. ↑  光緒《武昌縣志·卷十二·官師》：又有劉曰淑，號止亭，江西南昌舉人，剔奸釐弊有卓異聲，尋調宛平，祀名宦。